# Valdemoro
Valdemoro község Spanyolországban, Madrid tartományban. Valdemoro Pinto, San Martín de la Vega, Ciempozuelos, Seseña, Esquivias és Torrejón de Velasco községekkel határos. Lakosainak száma 83 507 fő (2024).

## Népesség
A település népessége az utóbbi években az alábbiak szerint változott:
| Lakosok száma | 30 986 | 40 839 | 53 188 | 62 750 | 70 315 | 72 265 | 73 976 | 75 983 | 79 100 | 83 507 |
|               | 2001   | 2004   | 2007   | 2009   | 2012   | 2014   | 2017   | 2019   | 2022   | 2024   |